# خطابه تشریعی
خطابه تشریعی یا بلاغت مشورتی (به انگلیسی: Deliberative rhetoric)؛ یکی از سه نوع بلاغت توصیف‌شده توسط ارسطو است. خطابه تشریعی نتایج بالقوه آینده را در کنار هم قرار می‌دهد تا حمایت یا مخالفت را برای یک اقدام یا سیاست معین اعلام کند. در خطابه تشریعی، استدلالی با استفاده از مثال‌هایی از گذشته برای پیش‌بینی نتایج آینده مطرح می‌شود تا نشان دهد که یک سیاست یا اقدام معین در آینده مضر یا مفید خواهد بود. خطابه تشریعی با مردم‌سالاری مشورتی، که شکلی از گفتمان یا نهاد دولتی است که بحث عمومی را در اولویت قرار می دهد، متفاوت است.
ارسطو پیشنهاد کرد که شکل و عملکرد سخنرانی‌ها بر اساس اهداف گفتاری ممکن شکل می‌گیرد و سه نوع مختلف سخنرانی را برای نمونه‌سازی طیفی از اهداف طبقه‌بندی کرد: منافرات، بلاغت حقوقی، و تشریعی یا مشورتی. گفتارهای تشریعی آن‌هایی هستند که برای یک مسیر عمل استدلال می‌کنند، که از واژه یونانی سامبولیتیکاس (sumbouleutikos) به‌معنای «سنگین کردن» یا «در نظر گرفتن» گرفته شده است. که برای استفاده در مجلس سنا طراحی شده است. هدف از سخنرانی‌‌های تشریعی این است که در مورد آنچه مردم در آینده باید انجام دهند یا نباید انجام دهند، بحث شود.
ارسطو در خطابه (قرن چهارم پیش از میلاد) نوشت که بلاغت تشریعی در بحث سیاسی مهم است زیرا «سخنور سیاسی نگران آینده است: درباره کارهایی است که باید انجام شود و بعد از آن است که توصیه موافق یا مخالف می‌کند».  به گفته ارسطو، سخنوران سیاسی برای یک موضع خاص استدلال می‌کنند و بر این اساس که نتایج آینده به نفع عموم خواهد بود. او نوشت که سیاستمدار «به دنبال اثبات مصلحت یا مضر بودن یک اقدام پیشنهادی است؛ اگر اصرار به پذیرش آن داشته باشد، با این دلیل است که این کار خیر است، و اگر بر رد آن تأکید می‌کند، به دلیل ضررش است».